# Dominóhatás érvelés
Az érveléstechnikában az okság problémája 4 összefüggésben jelentkezik:(1) az okság fogalmának tisztázása során, (2) amikor ok-okozati viszonyokra következtetünk érvelések segítségével, (3) az oksági viszonyokat megfogalmazó állítások kapcsán, (4) és az oksági összefüggéseket feltételező, és ezekre építő érvelések vizsgálatakor. A dominóhatás-érvelés, az oksági összefüggésekre támaszkodó érvelések csoportjába tartozik.

## Definíció
Oksági vagy logikai láncolatra épülő érvelés, amelyben az egyes elemekre a megelőzőekből következtetünk oksági vagy logikai kapcsolat alapján. Demonstrál egy gondolatmenetet, amiben egy pontra eljutva elfogadhatatlan következményekkel kellene szembe néznünk. Az elfogadhatatlan következmény arra késztet minket, hogy az első lépést sem szabad megtenni, hogy ne induljon el ez a láncreakció. Az elnevezés arról a jelenségről kapta a nevét, amikor az első dominó meglökése után a dominók sorban eldőlnek az utolsóig. Fontos, hogy a dominóhatás-érvelés akkor működik, amikor valamilyen szempontból elfogadhatatlan az utolsó lépés, hiszen ez a negatív következmény szolgálhat olyan erős érvként, hogy az első lépést sem szabad megtenni.

## Példa
A gyerek megkérdezi az anyukájától, hogy fennmaradhat-e még fél órát, hogy játsszon a gépén. Az anyuka érve:
- Ha most engedem, hogy fenn maradj fél órát, akkor utána tudom, hogy még fél órát kérnél, mert újabb játékba kezdtél. Ha azt is engedném, mert következetes szeretnék lenni veled, a végén ott tartanánk, hogy le sem feküdnél.''

## A dominóhatás-érvelés hibái
Valójában ritkán történik olyan, hogy egy esemény egészen bejósolható események láncolatát indítaná el. Hatásossága ennek az érvelésnek mégis abban rejlik, hogy a lépések magukban valóban nagy valószínűséggel és meggyőző erővel bírnak, de a láncolat végére az egész eseménysor bekövetkezésének valószínűsége gyengül.
A dominóhatás-elvet két szempontból lehet támadni egy vitahelyzetben:
1.	Az érvelési lánc valahol megszakad, mert nem következik egyik lépésből a másik. Okozhatja ezt pl. az, hogy mivel egy lehetséges forgatókönyv eseményeit vázoljuk fel benne, a lépések hipotetikus volta miatt, az egyik érv nem feltétlen jósolja be jól a következő érvet.
2.	Az utolsó lépés nem olyan rossz, hogy az első elvetését indokolná.